# کاترین آیسمن
کاترین آیسمن (زاده ۱۴ ژوئن ۱۹۸۱) یک روزنامه‌نگار، نویسنده، مدل و طراح مد، سبک زندگی و سرگرمی است. او خبرنگار سرگرمی طلوع آفتاب در سون نتورک، و نویسنده دو کتاب است. آیسمن یکی از مجریان سریال تغییر کمد لباس Undressed در Paramount+ بود که در ۶ اکتبر ۲۰۲۲ نمایش داده شد. کاترین دختر پیتر و سیلویا آیسمن است. پدر او متخصص اطفال ساکن سیدنی و مادرش مربی است. او خواهرزاده جان آیزمن است که نشان استرالیا را اخذ کرده‌است. کاترین آیسمن در استرالیا به عنوان یک مدل و تاجر شناخته شده‌است.
در سال ۲۰۱۱، آیسمن با سخنران و کارآفرین Siimon Reynolds ازدواج کرد. آیسمن دخترانی به نام‌های کاپری در اکتبر ۲۰۱۳ و مونه در مارس ۲۰۱۸ به دنیا آورد این خانواده در حال حاضر در لس آنجلس ساکن هستند.